# Taverniera lappacea
Taverniera lappacea är en ärtväxtart som först beskrevs av Peter Forsskål, och fick sitt nu gällande namn av Dc.. Taverniera lappacea ingår i släktet Taverniera och familjen ärtväxter. Inga underarter finns listade i Catalogue of Life.